# V645 Геркулеса
V645 Геркулеса (лат. V645 Herculis), HD 152896 — двойная звезда в созвездии Геркулеса на расстоянии приблизительно 313 световых лет (около 96 парсек) от Солнца. Видимая звёздная величина звезды — от +7,44m до +7,3m. Возраст звезды определён как около 1,5 млрд лет.

## Характеристики
Первый компонент — жёлто-белая пульсирующая переменная звезда типа Дельты Щита (DSCT:) или переменная звезда типа Гаммы Золотой Рыбы (GDOR)* спектрального класса A5, или A8IV*, или F1*. Масса — около 1,4 солнечной, радиус — около 1,801 солнечного, светимость — около 5,1 солнечной. Эффективная температура — около 7069 K.
Второй компонент — коричневый карлик. Масса — около 19,1 юпитерианской. Удалён в среднем на 1,755 а.е..